# Risto M. Nieminen
Risto Matti Nieminen, född 14 maj 1948 i Helsingfors, är en finländsk fysiker.
Nieminen blev teknologie doktor 1975, var biträdande professor vid Tekniska högskolan i Helsingfors 1987–93, blev professor i fysik där 1994 samt akademiprofessor 1997. Han tilldelades akademikers titel 2014. Han är inriktad på beräknings- och teoretisk materialfysik.